# Daniel Beaumont
Pour les articles homonymes, voir Beaumont.
Daniel Beaumont, né le 6 mars 1940 à Saulx-les-Chartreux, est un coureur cycliste français. Il évolue au niveau professionnel de 1962 à 1964,.

## Biographie
Entre 1959 et 1961, Daniel Beaumont évolue sous les couleurs du Vélo Club du 12e arrondissement de Paris. Durant cette période, il se distingue en remportant une édition de Paris-Chaumont et de Paris-Rouen. Il devient par ailleurs champion régional d'Île-de-France. 
Il passe finalement professionnel en 1962 au sein de l'équipe Saint-Raphaël-Helyett. En mars 1963, il se classe cinquième de Bordeaux-Saintes. Il poursuit ensuite la compétition en 1964 au sein de la formation Bertin-Porter 39-Milremo. Cette expérience n'est toutefois pas très concluante. Il met un terme à sa carrière à l'issue de cette saison, alors qu'il est âgé de vingt-quatre ans.

## Palmarès
- 1959
  - 2e de Paris-Ézy
- 1960
  - Paris-Chaumont
  - 2e de Paris-Briare
  - 3e de Paris-Cayeux
- 1961
  - Champion d'Île-de-France sur route
  - Paris-Rouen
  - 3eb étape du Tour du Berry
  - 2e de Paris-Vailly
- 1962
  - Circuit des Deux-Ponts à Montceau-les-Mines